# Peter Heppner Akustik 2014/15
Bei Peter Heppner Akustik handelt es sich um die vierte Solotournee des deutschen Synthiepop-Sängers Peter Heppner.

## Hintergrund
Bei Peter Heppner Akustik handelte es sich um die vierte Headliner-Solotournee von Peter Heppner als Solokünstler. Es handelte sich hierbei um eine Akustiktour, mit Auftritten in Kirchen, Klubs und Theatern. Die Tour erstreckte sich über mehrere Monate und erfolgte in zwei Abschnitten. Der erste Abschnitt erfolgte im November und Dezember 2014, der zweite im September 2015. Ursprünglich plante man nur die sechs Konzerte die im ersten Tourabschnitt gespielt wurden. Aufgrund der positiven Resonanz und des geringeren Aufwandes für Akustikkonzerte, entschied man sich einen zweiten Tourabschnitt im Folgejahr zu spielen. Im Jahr 2022 ging Heppner erneut auf Akustiktour.
Die Tour führte Heppner durch 16 deutsche Städte sowie für ein Konzert nach Wien in Österreich. In Österreich war es das erste Konzert Heppners als Solo-Künstler sowie das zweite Konzert seiner Karriere, bereits mit seinem ehemaligen Bandprojekt Wolfsheim spielte er im Zuge der Casting Shadows Tour 2003 ein Konzert im Wiener Planet Music am 22. März 2003.
Die Konzerte spielte Heppner durchgehend im Sitzen, während neben ihm ein kleiner Tisch aufgebaut war, auf dem ein Glas Rotwein stand. Mit dem Tourauftakt in der Bochumer Christuskirche spielte Heppner das erste Akustikkonzert seiner Karriere. Beim Abschluss des ersten Tourabschnitts im Mannheimer Capitol reiste extra eine Fangruppe aus Boston (Vereinigte Staaten) an. Während der Tour spielte Heppner insgesamt drei Konzerte im Dresdener Filmtheater Schauburg, die restlichen Konzerte fanden in unterschiedlichen Städten statt. Während der Tour präsentiere er drei neue Titel.

## Bandmitglieder
- Achim Färber: Schlagzeug
- Peter Heppner: Gesang
- Carsten Klatte: Akustische Gitarre
- Dirk Riegner: Piano[6]

## Tourdaten
| Datum              | Stadt     | Veranstaltungsort                      | Land        |
| ------------------ | --------- | -------------------------------------- | ----------- |
| 16. November 2014  | Bochum    | Christuskirche                         | Deutschland |
| 19. November 2014  | Berlin    | Admiralspalast                         | Deutschland |
| 21. November 2014  | Dresden   | Filmtheater Schauburg                  | Deutschland |
| 22. November 2014  | Dresden   | Filmtheater Schauburg                  | Deutschland |
| 28. November 2014  | Hamburg   | Laeiszhalle                            | Deutschland |
| 4. Dezember 2014   | Mannheim  | Capitol                                | Deutschland |
| 16. September 2015 | Hannover  | Markuskirche                           | Deutschland |
| 17. September 2015 | Chemnitz  | Stadthalle Kleiner Saal                | Deutschland |
| 19. September 2015 | Rostock   | Stadthalle Club Bühne                  | Deutschland |
| 20. September 2015 | Potsdam   | Nikolaisaal                            | Deutschland |
| 22. September 2015 | Dresden   | Filmtheater Schauburg                  | Deutschland |
| 23. September 2015 | Wien      | Theater Akzent                         | Österreich  |
| 25. September 2015 | München   | Gasteig Carl Orff Saal                 | Deutschland |
| 26. September 2015 | Erfurt    | Stadtgarten                            | Deutschland |
| 28. September 2015 | Leipzig   | Gewandhaus zu Leipzig Mendelssohn Saal | Deutschland |
| 29. September 2015 | Stuttgart | Theaterhaus                            | Deutschland |
| 30. September 2015 | Köln      | Gloria-Theater                         | Deutschland |

## Setlist
Anders als die letzten Tourneen, bestand diese Tour nicht nur aus den üblichen 20, sondern aus 21 beziehungsweise 22 Liedern. Während des ersten Tourabschnitts präsentierte Heppner mit Ich weiß nicht, zu wem ich gehöre bereits ein erstes neues Stück. Er spielte das Lied immer im zweiten Teil der Zugabe und bildete damit den Abschluss des Abends. Bei Ich weiß nicht, zu wem ich gehöre handelt es sich um ein Cover des Originals von der ukrainisch-amerikanischen Schauspielerin Anna Sten, die das Lied im deutschen Krimi Stürme der Leidenschaft aus dem Jahr 1931 sang. Heppner spielte das Lied erstmals am 16. November 2014 in der Bochumer Christuskirche, seitdem ist es immer wieder mal Bestandteil von seinen Konzerten und bildet dabei immer den Konzertabschluss. Eine Studioaufnahme wurde bislang nie veröffentlicht. Während des zweiten Tourabschnitts präsentierte Heppner in einem Medley zwei weitere neue Titel. Dabei handelte es sich um die Stück Gib mir doch’n Grund und Good Things Break, die er erstmals am 16. September 2015 in der Hannoveraner Markuskirche sang. Beide Titel erschienen auf Heppners drittem Studioalbum Confessions & Doubts im Jahr 2018. Die restliche Setlist bestand teils aus Liedern seiner beiden Soloalben, sowie zum Teil aus einer Zusammenstellung von älteren Gastbeiträgen und Wolfsheim-Stücken. Die folgende Liste ist eine Übersicht des Hauptsets, die Heppner während der Tour spielte (Mannheim):
1. And I …
2. Care for You
3. God Smoked
4. Meine Welt
5. Being Me
6. Noch nicht soweit
7. Heroin She Said
8. Wherever
9. Annie
10. Twelve
11. Künstliche Welten
12. Easy
13. Deserve to Be Alone
14. This Time
15. Die Flut
16. Cry Tonight
17. Medley (Gib mir doch’n Grund/Good Things Break) (Nur bei den Konzerten während des zweiten Tourabschnitts 2015)
18. Wir sind wir
19. Kein Zurück

Zugabe 1:
1. Leben … I Feel You
2. The Sparrows and the Nightingales

Zugabe 2:
1. Ich weiß nicht, zu wem ich gehöre[9]